# Virginia Declaration of Rights

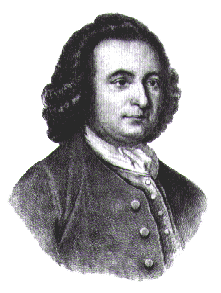
George Mason

Die Virginia Declaration of Rights, die Grundrechteerklärung von Virginia, ist ein hauptsächlich von George Mason formuliertes historisches Dokument, das im Zuge der Abnabelung Virginias vom Königreich Großbritannien entstand und vom Konvent von Virginia am 12. Juni 1776 einstimmig verabschiedet wurde. Es hatte großen Einfluss auf die Ausformulierung der Unabhängigkeitserklärung der Vereinigten Staaten von Amerika im selben Jahr sowie der späteren US-amerikanischen Bill of Rights und der französischen Erklärung der Menschen- und Bürgerrechte (beide von 1789).
Im Zuge der Amerikanischen Unabhängigkeitsbewegung hatte der in Williamsburg tagende Konvent von Virginia im Mai 1776 Virginia für unabhängig erklärt und seinen in den Kontinentalkongress entsandten Delegierten das Mandat erteilt, für eine US-amerikanische Unabhängigkeit zu werben – am 7. Juni brachte Richard Henry Lee daraufhin eine entsprechende Resolution in den Kontinentalkongress ein.
Die Virginia Declaration of Rights, eine „Erklärung der Rechte, von den Vertretern der rechtschaffenen Bevölkerung von Virginia […] abgegeben, über die Rechte, die ihnen und ihrer Nachkommenschaft als Grundlage und Fundament der Regierung zustehen“, entstand im Rahmen der Arbeit an einer Verfassung für den künftigen US-Bundesstaat. Mit ihr wurden die wichtigsten Grundrechte/Menschenrechte festgelegt, des Weiteren Volkssouveränität, Gewaltenteilung, Wahlrecht, Gesetzgebung, Pressefreiheit und Religionsfreiheit.
Wenige Wochen später verabschiedete der Konvent von Virginia dann eine Verfassung und wählte Patrick Henry zum ersten Gouverneur von Virginia. Mit Annahme der Unabhängigkeitserklärung der Vereinigten Staaten von Amerika durch den Kontinentalkongress am 4. Juli wurde Virginia einer der dreizehn Gründerstaaten der USA.

## Die Grundrechte von Virginia vom 12. Juni 1776
„Eine Erklärung der Rechte, von den Vertretern der guten Bevölkerung von Virginia, in vollständiger und freier Versammlung zusammengetreten, abgegeben über die Rechte, die ihnen und ihrer Nachkommenschaft als Grundlage und Fundament der Regierung zustehen.“

### Artikel 1
That all men are by nature equally free and independent, and have certain inherent rights, of which, when they enter into a state of society, they cannot, by any compact, deprive or divest their posterity; namely, the enjoyment of life and liberty, with the means of acquiring and possessing property, and pursuing and obtaining happiness and safety.
Alle Menschen sind von Natur aus in gleicher Weise frei und unabhängig und besitzen bestimmte angeborene Rechte, welche sie ihrer Nachkommenschaft durch keinen Vertrag rauben oder entziehen können, wenn sie eine staatliche Verbindung eingehen, und zwar den Genuss des Lebens und der Freiheit, die Mittel zum Erwerb und Besitz von Eigentum und das Erstreben und Erlangen von Glück und Sicherheit.

### Artikel 2
That all power is vested in, and consequently derived from, the people; that magistrates are their trustees and servants, and at all times amenable to them.
Alle Macht ruht im Volke und leitet sich folglich von ihm her; die Beamten sind nur seine Bevollmächtigten und Diener und ihm jederzeit verantwortlich.

### Artikel 3
That government is, or ought to be, instituted for the common benefit, protection, and security of the people, nation or community; of all the various modes and forms of government that is best, which is capable of producing the greatest degree of happiness and safety and is most effectually secured against the danger of maladministration; and that, whenever any government shall be found inadequate or contrary to these purposes, a majority of the community hath an indubitable, unalienable, and indefeasible right to reform, alter or abolish it, in such manner as shall be judged most conducive to the public weal.
Eine Regierung ist oder sollte zum allgemeinen Wohle, zum Schutze und zur Sicherheit des Volkes, der Nation oder Allgemeinheit eingesetzt sein; von all den verschiedenen Arten und Formen der Regierung ist diejenige die beste, die imstande ist, den höchsten Grad von Glück und Sicherheit hervorzubringen, und die am wirksamsten gegen die Gefahr schlechter Verwaltung gesichert ist; die Mehrheit eines Gemeinwesens hat ein unzweifelhaftes, unveräußerliches und unverletzliches Recht, eine Regierung zu verändern oder abzuschaffen, wenn sie diesen Zwecken unangemessen oder entgegengesetzt befunden wird, und zwar so, wie es dem Allgemeinwohl am dienlichsten erscheint.

### Artikel 4
That no man, or set of men, are entitled to exclusive or separate emoluments or privileges from the community, but in consideration of public services; which, not being descendible, neither ought the offices of magistrate, legislator, or judge be hereditary.
Kein Mensch oder keine Gruppe von Menschen ist zu ausschließlichen und besonderen Vorteilen und Vorrechten seitens des Staates berechtigt, außer in Anbetracht öffentlicher Dienstleistungen; da diese nicht vererbt werden können, sollen auch die Stellen der Beamten, Gesetzgeber oder Richter nicht erblich sein.

### Artikel 5
That the legislative and executive powers of the state should be separate and distinct from the judicative; and, that the members of the two first may be restrained from oppression by feeling and participating the burthens of the people, they should, at fixed periods, be reduced to a private station, return into that body from which they were originally taken, and the vacancies be supplied by frequent, certain, and regular elections in which all, or any part of the former members, to be again eligible, or ineligible, as the laws shall direct.
Die gesetzgebende und die ausführende Gewalt des Staates sollen von der richterlichen getrennt und unterschieden sein; die Mitglieder der beiden ersteren sollen dadurch, dass sie die Lasten des Volkes mitfühlen und mittragen, von einer Unterdrückung abgehalten werden und deshalb in bestimmten Zeitabschnitten in ihre bürgerliche Stellung entlassen werden und so in jene Umwelt zurückkehren, aus der sie ursprünglich berufen wurden; die freigewordenen Stellen sollen durch häufige, bestimmte und regelmäßige Wahlen wieder besetzt werden, bei denen alle oder ein gewisser Teil der früheren Mitglieder wiederwählbar oder nicht sind, je nachdem es die Gesetze bestimmen.

### Artikel 6
That elections of members to serve as representatives of the people in assembly ought to be free; and that all men, having sufficient evidence of permanent common interest with, and attachment to, the community have the right of suffrage and cannot be taxed or deprived of their property for public uses without their own consent or that of their representatives so elected, nor bound by any law to which they have not, in like manner, assented, for the public good.
Die Wahlen der Abgeordneten, die als Volksvertreter in der Versammlung dienen, sollen frei sein; alle Männer, die ihr dauerndes Interesse und ihre Anhänglichkeit an die Allgemeinheit erwiesen haben, besitzen das Stimmrecht. Ihnen kann ihr Eigentum nicht zu öffentlichen Zwecken besteuert oder genommen werden ohne ihre eigene Einwilligung oder die ihrer so gewählten Abgeordneten, noch können sie durch irgendein Gesetz gebunden werden, dem sie nicht in gleicher Weise um des öffentlichen Wohles willen zugestimmt haben.

### Artikel 7
That all power of suspending laws, or the execution of laws, by any authority without consent of the representatives of the people is injurious to their rights and ought not to be exercised.
Jede Gewalt, Gesetze aufzuschieben oder auszuführen durch irgendeine Autorität ohne Einwilligung der Volksvertreter, ist ihren Rechten abträglich und soll nicht durchgeführt werden.

### Artikel 8
That in all capital or criminal prosecutions a man hath a right to demand the cause and nature of his accusation to be confronted with the accusers and witnesses, to call for evidence in his favor, and to a speedy trial by an impartial jury of his vicinage, without whose unanimous consent he cannot be found guilty, nor can he be compelled to give evidence against himself; that no man be deprived of his liberty except by the law of the land or the judgement of his peers.
Bei allen schweren oder kriminellen Anklagen hat ein Mann ein Recht, Grund und Art seiner Anklage zu erfahren, den Anklägern und Zeugen gegenübergestellt zu werden, Beweise zu seiner Entlastung anzuführen und eine rasche Untersuchung durch einen unparteiischen Gerichtshof seiner Nachbarschaft zu verlangen, ohne deren einmütige Zustimmung er nicht als schuldig befunden werden kann; auch kann er nicht gezwungen werden, gegen sich selbst auszusagen; niemand kann seiner Freiheit beraubt werden außer durch Landesgesetz oder das Urteil von seinesgleichen.

### Artikel 9
That excessive bail ought not to be required, nor excessive fines imposed; nor cruel and unusual punishments inflicted.
Es sollen keine übermäßige Bürgschaft verlangt, keine übermäßigen Geldbußen auferlegt, noch grausame und ungewöhnliche Strafen verhängt werden.

### Artikel 10
That general warrants, whereby any officer or messenger may be commanded to search suspected places without evidence of a fact committed, or to seize any person or persons not named, or whose offense is not particularly described and supported by evidence, are grievous and oppressive and ought not to be granted.
Allgemeine Vollmachten, durch die ein Beamter oder ein Beauftragter ermächtigt wird, verdächtige Plätze zu durchsuchen, ohne dass eine begangene Tat erwiesen ist, oder eine oder mehrere Personen, die nicht benannt sind, oder solche, deren Vergehen nicht durch Beweisstücke genau beschrieben ist oder offensichtlich zutage liegt, festzunehmen, sind kränkend und bedrückend und sollen nicht genehmigt werden.

### Artikel 11
That in controversies respecting property and in suits between man and man, the ancient trial by jury is preferable to any other and ought to be held sacred.
Bei Streitigkeiten bezüglich des Eigentums und bei Händeln persönlicher Art ist die altherkömmliche Verhandlung vor einem Geschworenengericht jeder anderen vorzuziehen und soll heilig gehalten werden.

### Artikel 12
That the freedom of the press is one of the greatest bulwarks of liberty and can never be restrained but by despotic governments.
Die Pressefreiheit ist eines der stärksten Bollwerke der Freiheit und kann nur von despotischen Regierungen beschränkt werden.

### Artikel 13
That a well regulated militia, composed of the body of the people, trained to arms, is the proper, natural, and safe defense of a free state; that standing armies, in time of peace, should be avoided as dangerous to liberty; and that, in all cases, the military should be under strict subordination to, and be governed by, the civil power.
Eine wohlgeordnete Miliz, aus der Masse des Volkes gebildet und im Waffendienst geübt, ist der geeignete, natürliche und sichere Schutz eines freien Staates; stehende Heere sollen in Friedenszeiten als der Freiheit gefährlich vermieden werden; auf alle Fälle soll das Militär der Zivilgewalt streng untergeordnet und von dieser beherrscht werden.

### Artikel 14
That the people have a right to uniform government; and therefore, that no government separate from, or independent of, the government of Virginia, ought to be erected or established within the limits thereof.
Das Volk hat ein Recht auf eine einheitliche Regierung; daher soll keine Regierung gesondert oder unabhängig von der Regierung Virginias innerhalb dessen Grenzen errichtet oder eingesetzt werden.

### Artikel 15
That no free government, or the blessings of liberty, can be preserved to any people but by a firm adherence to justice, moderation, temperance, frugality, and virtue and by frequent recurrence to fundamental principles.
Eine freie Regierung und die Segnungen der Freiheit können einem Volke nur erhalten werden durch strenges Festhalten an der Gerechtigkeit, Mäßigung, Bescheidenheit, Sparsamkeit und Tugend und durch häufiges Zurückgreifen auf die Grundprinzipien.

### Artikel 16
That religion, or the duty which we owe to our Creator and the manner of discharging it, can be directed by reason and conviction, not by force or violence; and therefore, all men are equally entitled to the free exercise of religion, according to the dictates of conscience; and that it is the mutual duty of all to practice Christian forbearance, love, and charity towards each other.
Die Religion oder die Ehrfurcht, die wir unserem Schöpfer schulden, und die Art, wie wir sie erfüllen, können nur durch Vernunft und Überzeugung bestimmt sein und nicht durch Zwang oder Gewalt; daher sind alle Menschen gleicherweise zur freien Religionsausübung berechtigt, entsprechend der Stimme ihres Gewissens; es ist die gemeinsame Pflicht aller, christliche Nachsicht, Liebe und Barmherzigkeit aneinander zu üben.